# Дырокол
Дыроко́л — оргтехническое устройство для пробивания отверстий в бумаге. Обычно дырокол пробивает два отверстия круглой формы для хранения документов в скоросшивателе, но также производятся дыроколы на четыре отверстия и на одно.

## История создания
Изобретателем дырокола считается Фридрих Зённеккен из Бонна, который 14 ноября 1886 года первым подал заявку на получение патента на устройство под названием Papierlocher für Sammelmappen. Примечательно, что он же изобрел скоросшиватели для подшивки бумаги с отверстиями, сделанными дыроколом.
Примерно в это же время появлялись другие похожие устройства. В связи с изобретением дырокола в Германии также упоминается имя Маттиаса Теля. Американец Бенджамин Смит из Массачусетса в 1885 году запатентовал дырокол для кондуктора (англ. Conductor's Punch), представляющий собой металлические щипцы с отверстием на одной ручке и выступом для прокола отверстия в билете на другой. В 1893 году ещё один американец Чарльз Брукс подал патент на дырокол для билетов (англ. Ticket Punch), в котором добавил к конструкции Смита ёмкость для сбора получающегося от проколов конфетти.
- Исторический дырокол фирмы Зённеккен
- Исторический мощный дырокол фирмы Зённеккен
- Металлический дырокол (СССР, 1978 год)
- Шведский дырокол
- Германский дырокол фирмы Leitz
- Японский дырокол

## Конструкция и принцип действия
Конструктивно состоит из двух круглых стержневых ножей (режущая кромка обычно неровной формы для плавного среза), опускающихся на бумагу сверху под давлением при нажатии рукой. Под ножами находятся отверстия, ведущие в бумагоприёмник (который накапливает вырезанные кружочки бумаги).
Ножи обычно крепятся на ручке, работающей как рычаг (ножи находятся ближе к оси вращения, чем точка приложения усилий к ручке).
Снизу ручки находится пружина для возврата устройства в исходное положение после отреза.
Промышленные дыроколы имеют длинную ручку, создающую большее усилие на конце рычага, что позволяет проделывать отверстия сразу в сотнях листов. Существуют конструкции дыроколов с полыми сверлами вместо ножей, бумага высверливается, её остатки накапливаются внутри сверла. Такое небольшое устройство позволяет малыми усилиями обрабатывать промышленные объёмы листов.

## Разновидности

### С одним ножом
Дыроколы с одним ножом позволяют вырезать отверстия на любом необходимом расстоянии друг от друга. Такие дыроколы иногда называют компостерными просечками. Их часто используют для того, чтобы помечать («гасить») уже использованные билеты. В СССР инспекторы ГАИ отмечали просечкой в талоне предупреждений нарушение правил дорожного движения. Три «дырки» в талоне влекли за собой лишение «прав» на определённый срок.
В гражданской службе Великобритании в верхнем левом угле документов дыроколом пробивают отверстие, на которое крепят бирки казначейства. В США для предотвращения жульничества дыроколом метят игральные карты.
Также дыроколы с одним ножом применяют для изготовления конфетти для скрапбукинга и иных видов рукоделия.
Есть вид дырокола (англ. eyelet punch) для скрепления нескольких листов бумаги, он пробивает отверстие и сразу же накладывает на него канцелярский люверс, металлическую заклепку в виде ободка, не дающий листам разделиться.
В животноводстве применяются специализированные дыроколы (англ. holing pincer) для перфорации уха животного и крепления на него метки.
- Ручной дырокол
- Ручной дырокол с синим бумагоприёмником
- Дырокол для бумаги
- Промышленный дырокол
- Дырокол для кожи, ткани, тонкого пластика
- Дырокол для листового металла
- Дырокол, скрепляющий бумагу люверсами
- Промышленный дырокол для работ по металлу

### Со множеством ножей
Дыроколы со множеством ножей, как правило, позволяют делать за один раз до 8 отверстий, расположение которых соответствует скоросшивателю или папке-регистратору. Например, для органайзера типа Filofax нужно 6 отверстий, по два в 3 группах. По наиболее распространённому в мире стандарту ISO 838 нужно 2 или 4 отверстия. В США распространен стандарт из 3 отверстий, реже 2.
Для переплёта на гребёнку существуют специальные дыроколы с 19 ножами, для бумаги формата Letter, и 23 ножами для формата А4. Отверстия обычно имеют прямоугольную форму. Специализированные дыроколы пробивают отверстия для переплёта на пружину.
Существует дырокол, пробивающий сразу 11 отверстий на листе А4, позволяет добавлять и извлекать бумагу из любого блокнота-скоросшивателя с кольцевым механизмом благодаря сложной форме отверстий.
Есть модели для перфорации до 150 листов бумаги, промышленные моделей для обработки до 470 листов за один раз.
- Дырокол для 2 отверстий (filebinder)
- Мощный и обычные дыроколы для 2 отверстий
- Шведский дырокол для 4 отверстий
- Германский дырокол для 4 отверстий
- Электрический дырокол
- Дырокол на 23 отверстия

### Декоративные
Появились дыроколы, пробивающие фигурные отверстия. Наиболее известным в Европе производителем дыроколов с фигурными («грибовидными») отверстиями являются бельгийская компания «Atoma», начавшая свой бизнес в 1946 году. Позднее её последователями стали североамериканские компании Levenger с серией Circa и Rollabind.

### Сверление
Отверстия в бумаге также можно получить на станках похожих на сверлильный станок. В этих станках для проделывания отверстий в стопке бумаги используются полые сверла, высверленная бумага накапливается внутри сверла. Станок за один раз делает одно, два или три отверстия.

## Стандарты

### Международный
Международный стандарт ISO 838 является самым распространённым стандартом на расположение дырок в дыроколе. Он предусматривает 2 отверстия диаметром 6±0.5 мм с центрами на расстоянии 80±0.5 мм друг от друга и 12±1 мм от ближайшего края бумаги. Отверстия расположены симметрично относительно оси листа. Этот стандарт подходит для формата бумаги не менее 100 мм в длину (ISO A7 и больше), для распечатанного документа поля должны быть 20-25 мм.
Также распространено расширение ISO 838, которое иногда называется 888. Это расширение предусматривает 4 отверстия: 2 отверстия пробиваются в соответствии с ISO 838, ещё 2 дополнительных пробиваются на расстоянии 80 мм выше или ниже первых двух. Использование двух дополнительных отверстий обеспечивает больше стабильности. Название 888 обусловлено тем, что 4 отверстия образуют 3 промежутка по 8 см. В руководстве к 2-дырочным дыроколам может быть маркировка «888» маркировка и инструкции по пробивке 4 отверстий.

### Северная Америка
В США для бумаги формата Legal (8 ½ на 14 дюймов, или 215 на 356 мм) в прошлом традиционно использовали 4-отверстный стандарт, сейчас он используется реже в пользу 3-отверстного стандарта. По этому стандарту 4 отверстия располагаются симметрично на листе, их центры находятся на расстоянии 3,5 дюйма (89 мм) друг от друга. Для данного формата бумаги 4 отверстия могут быть предпочтительными из-за большой 14-дюймовой высоты листа бумаги.
Для бумаги формата Letter (8 ½ на 11 дюймов, или 215 на 280 мм), который используется в регионах США, Канаде, части Мексики и Филиппинах, широко используется 3-отверстный стандарт. Отверстия расположены симметрично на листе, с центрами на расстоянии 4,25 дюйма (110 мм) друг от друга. Диаметр отверстий варьируется между производителями от 1⁄4 до 5⁄16 дюймов (6.4-7.9 мм), но чаще встречается 5/16, который подходит для различных моделей скоросшивателей. Расстояние от центра отверстия до края бумаги также варьируется, типичное значение 1⁄2 дюйма (13 мм). В отличие от стандарта ISO 838 3-отверстная система не имеет официальной спецификации, это де-факто стандарт, установленный обычаями и традициями. 3-отверстный стандарт можно использовать только с бумагой длины не менее 9,5 дюйма (240 мм).
В США иногда используется ещё один, 2-отверстный, стандарт под названием «filebinder». 2 отверстия расположены симметрично, с центрами на расстоянии 2,75 дюйма (70 мм) друг от друга.

### Швеция
В Швеции почти исключительно используется национальный 4-отверстный стандарт под названием «triohålning». Центры отверстий находятся на расстоянии 21 мм, 70 мм и 21 мм друг от друга. Шведское название стандарта происходит от названия папки-регистратора «Triopärmen», запатентованной в Швеции в 1890 году. Её изобретатель Андреас Тенгвалл, предположительно, назвал папку в честь трио из себя и двух своих компаньонов. Папка отличается тем, что её возможно раскрывать с любой стороны: 2 внутренних отверстия крепятся удерживателями на одной стороне папки, 2 внешних отверстия — удерживателями на другой стороне.